# XiamenAir
Xiamen Airlines er et flyselskab fra Kina. Selskabet har hub og hovedkontor på Xiamen Gaoqi International Airport ved Xiamen. Selskabet blev etableret d. 25. juli 1984 og var det første privatejede flyselskab i landet. Xiamen Airlines var i 2011 ejet af China Southern Airlines med 60% og Xiamen Construction and Development Group med resten af aktierne.
Den 8. juni 2011 blev det offentliggjort at Xiamen Airlines havde intentioner om at søge optagelse i flyalliancen SkyTeam. I november samme år blev Xiamen godkendt til at starte forberedelserne til optagelse som medlem i alliancen. Disse blev planlagt til at være afsluttet sidst i 2012.
Xiamen Airlines fløj i november 2011 til over 50 destinationer, hvoraf de fleste var indenrigs i Kina. Flyflåden bestod af 77 fly med en gennemsnitsalder på 4.6 år. Heraf var der 71 eksemplarer af typen Boeing 737. De største fly i flåden var 6 eksemplarer af Boeing 757 med plads til 200 passagerer.